# Carex anisostachys
Carex anisostachys är en halvgräsart som beskrevs av Frederik Michael Liebmann. Carex anisostachys ingår i släktet starrar, och familjen halvgräs. Inga underarter finns listade i Catalogue of Life.